# Alcolea de Tajo
Alcolea de Tajo és un municipi de la província de Toledo amb 864 habitants. La seva història és molt antiga, data dels pobles preromans i posteriorment fou ocupada pels almoràvits i almohades. Els seus monuments principals són: L'església de nostra senyora de l'Assumpció, el pont medieval de les Cañadas, els jaciments arqueològics dels Vetons i l'ermita de Bienvenida.

## Demografia
| 1996 | 1998 | 1999 | 2000 | 2001 | 2002 | 2003 | 2004 | 2005 | 2006 | 2007 |
| ---- | ---- | ---- | ---- | ---- | ---- | ---- | ---- | ---- | ---- | ---- |
| 804  | 798  | 776  | 778  | 772  | 777  | 809  | 815  | 822  | 843  | 868  |

## Administració
| Període      | Nom de l'alcalde/-essa | Partit polític | Data de possessió |
| ------------ | ---------------------- | -------------- | ----------------- |
| 1979 - 1983  | Desiderio Muñoz Cuesta | UCD            | 19/04/1979        |
| 1983 - 1987  | Desiderio Muñoz Cuesta | AP/PDP/UL      | 28/05/1983        |
| 1987 - 1991  | Desiderio Muñoz Cuesta | PP             | 30/06/1987        |
| 1991 - 1995  | Desiderio Muñoz Cuesta | PP             | 15/06/1991        |
| 1995 - 1999  | Ignacio Moreno López   | PSOE           | 17/06/1995        |
| 1999 - 2003  | Ignacio Moreno López   | PSOE           | 03/07/1999        |
| 2003 - 2007  | Ignacio Moreno López   | PSOE           | 14/06/2003        |
| 2007 - 2011  | Ignacio Moreno López   | PSOE           | 16/06/2007        |
| 2011 - 2015  | n/d                    | n/d            | 11/06/2011        |
| 2015 - 2019  | n/d                    | n/d            | 13/06/2015        |
| 2019 - 2023  | n/d                    | n/d            | 15/06/2019        |
| Des del 2023 | n/d                    | n/d            | 17/06/2023        |